# Citerne souple
 (août 2024).
Si vous disposez d'ouvrages ou d'articles de référence ou si vous connaissez des sites web de qualité traitant du thème abordé ici, merci de compléter l'article en donnant les références utiles à sa vérifiabilité et en les liant à la section « Notes et références ».

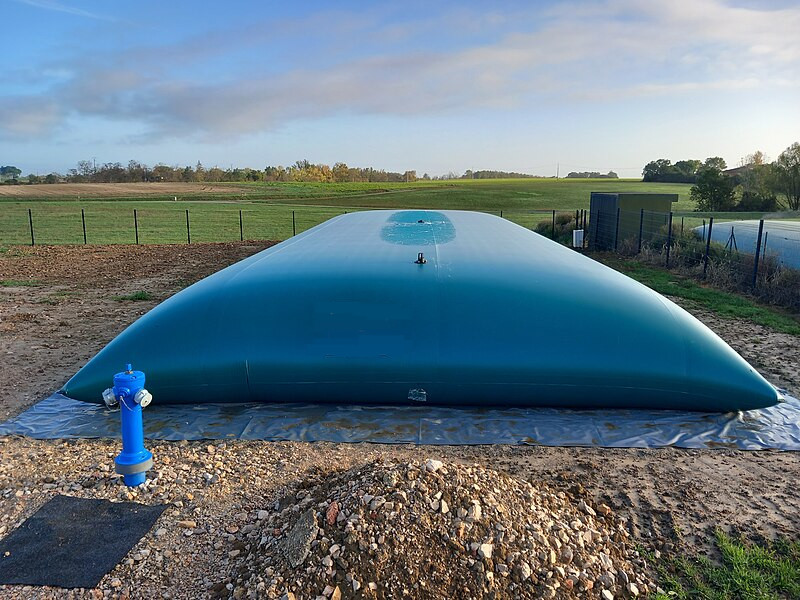
Réserve incendie de 120 m3 avec poteau d'aspiration de couleur bleue.

La citerne souple est un moyen de stockage souple de liquides. Elle est aussi appelée réservoir souple, bâche souple, poche souple ou cuve souple. Une fois remplie, elle ressemble à un gros « oreiller » d’où découle son nom commun de « citerne oreiller » (en anglais : pillow tank).

## Histoire

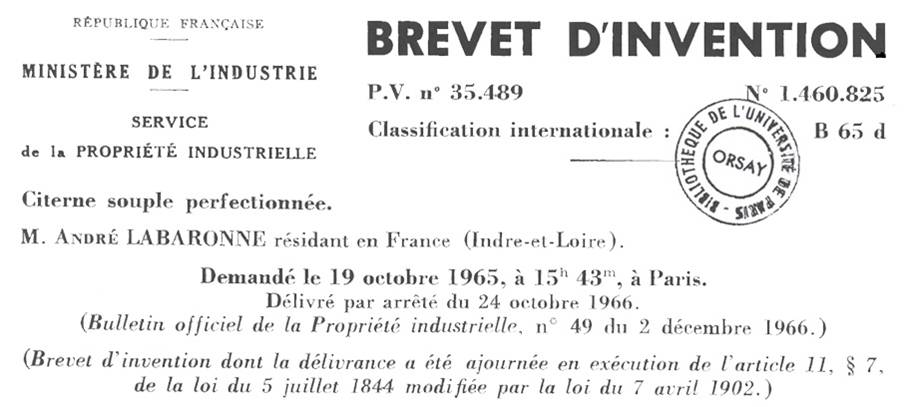
Brevet d’invention de Labaronne-Citaf de 1966.

La première citerne souple autoportante, confectionnée en toile polyester avec enduction PVC, a été réalisée en Algérie dans les années 1950 par André Labaronne, brevet no 1.460.825 du 19 octobre 1965. Préalablement, la recherche de capacités d'autorégulation de la pression avait déjà mené au développement de certains systèmes, à destination des réservoirs d'ailes pour les aéronefs (années 1940).
Depuis lors, les avancées technologiques dans le domaine des matériaux ont permis d'affiner les techniques de fabrication, conduisant à une amélioration significative de l'autoportance des citernes souples. En 2016, le fabricant français Citerneo a créé la première citerne souple d'une capacité de 2 000 m3.

## Description

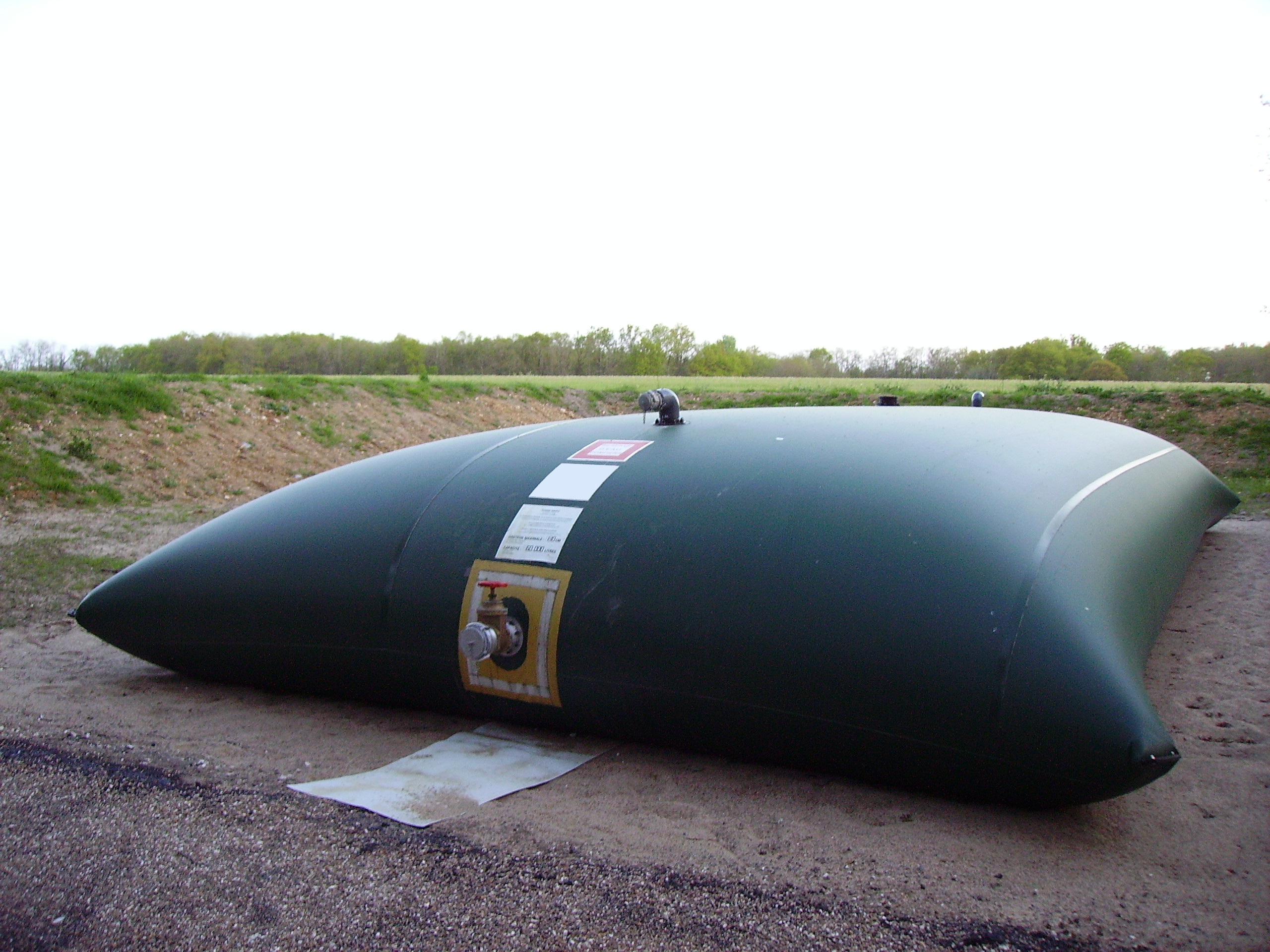
Défense incendie certifiée Centre scientifique et technique du bâtiment de 60 m3.

Les citernes souples sont issues de l’assemblage par soudage haute fréquence (HF) de lés de tissus techniques. Ceux-ci sont confectionnés à partir d’une trame polyester (armature assurant la résistance) enduite de PVC ou PU, avec traitement anti–UV sur les deux faces. Les matériaux sont retenus pour leur grande tenue à l’abrasion mécanique et leur stabilité chimique. Pour certains liquides spécifiques, des tissus adaptés sont requis selon l’application.
Les lés de tissus sont assemblés de manière spécifique permettant de garantir l’autoportance des citernes. Ce concept assure une structure en trois dimensions de la citerne, indépendante de tout accessoire de maintien et de tout support.
Ce procédé présente plusieurs avantages :
- quel que soit le niveau de remplissage, la citerne est toujours stable sur un sol plat et horizontal ;
- la mise en place de la citerne se réalise directement sur un sol préparé : la plate-forme d’accueil doit être plane, horizontale, propre, de préférence sur un sol compacté réalisé à l’aide de graviers recouverts de sable ;
- le liquide stocké est toujours maintenu hors oxydation, hors évaporation et hors contamination externe ;
- les citernes souples sont modulables et mobiles ;
- l’encombrement est réduit ;
- le poids est faible ;
- le matériau est résistant ;
- en cas de stockage de liquides malodorants, il y a un confinement total des odeurs.

## Utilisation
Les liquides stockés sont divers : eau (pour la défense incendie…), eau potable, eau pluviale (utilisation comme impluvium), eaux usées, engrais liquides, produits chimiques, effluents agricoles (effluents laitiers et viticoles, lisiers, purins), carburants, etc.
Les applications sont donc variées : agriculture, industrie, BTP, environnement, collectivités territoriales, protection civile, organisations humanitaires et les forces armées.